# St. Andreas (Burgerroth)

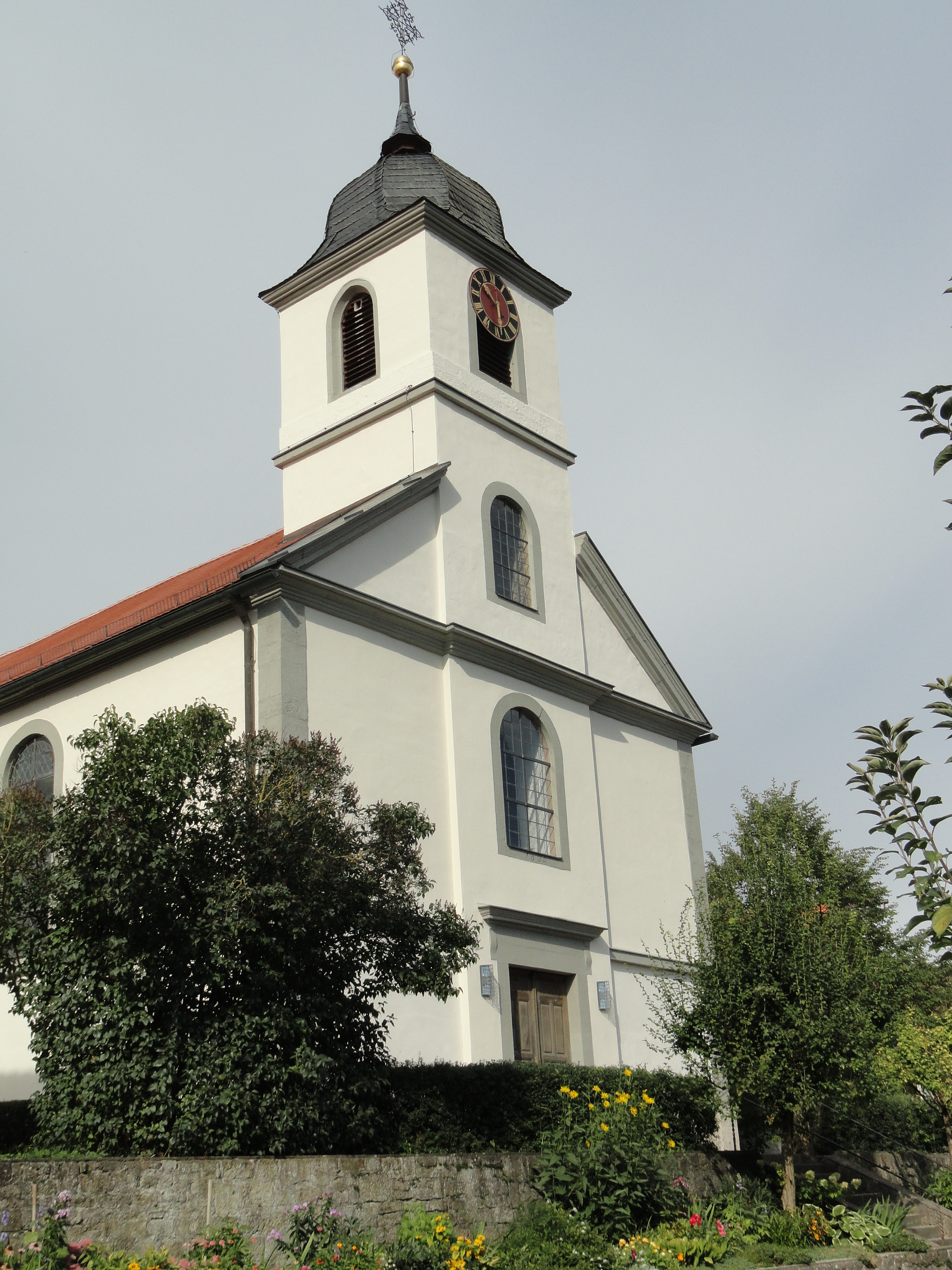
St. Andreas, Ostansicht

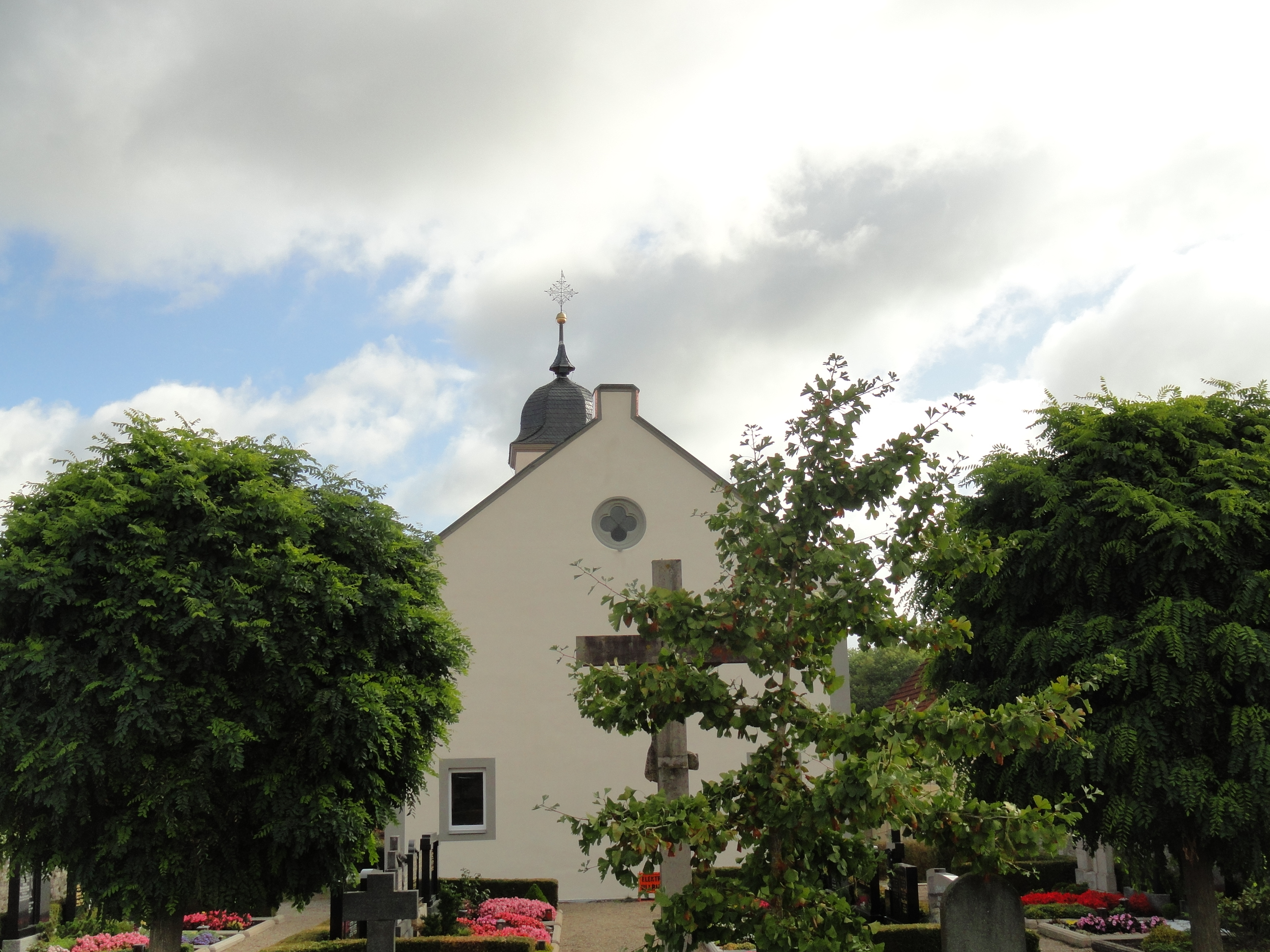
St. Andreas, Westansicht

Die Kirche St. Andreas in Burgerroth, einem Stadtteil von Aub im Landkreis Würzburg, war die katholische Pfarrkirche des Ortes. Das klassizistische Gebäude steht unter Denkmalschutz.

## Geschichte
Es soll bereits früher in Burgerroth eine Pfarrei bestanden haben; darüber sind jedoch keine Urkunden vorhanden beziehungsweise auffindbar. So ist auch die Bauzeit der ersten, 1453 bestehenden Pfarrkirche unbekannt. Die Kirche wurde unter Fürstbischof Julius Echter (1545–1617) renoviert und vom damaligen Weihbischof Eucharius Sang konsekriert. Der jetzige Kirchenbau stammt aus dem Jahr 1824 und wurde 1854 zur Pfarrkirche erhoben. Seitdem ist auch die Pfarrei mit einem Ortspfarrer besetzt.
Etwa 742 bestand bereits in Sonderhofen eine Pfarrei, die auch die Orte Gelchsheim, Baldersheim, Buch und Burgerroth als Mutterpfarrei umfasste. Bis 1853 war Burgerroth dann Filiale (Pfarrkuratie) der selbständig gewordenen Pfarrei Baldersheim. Seit 1854 war dann Burgerroth eigene Pfarrstelle mit der Lokalkaplanei Buch. Die Pfarrei umfasste neben der eigenen Pfarrkirche im Ort noch die Ortskirche in Buch und die Kunigundenkapelle auf dem Alten Berg.

## Beschreibung
In Kunstdenkmäler von Bayern, Bezirksamt Ochsenfurt heißt es: „Die jetzige Kirche ist 1824 erbaut. Einfache rechteckige Anlage. Eingezogener dreigeschossiger Westturm mit glockenförmigem Helm. Einrichtung: Hochaltar mit originellen Seitenkulissen, klassizistisch um 1824 Kanzel Klassizistische Arbeit um 1824 mit hübsch dekoriertem Schalldeckel. Taufstein Fuß und Schaft rund, Schale achteckig nach unten in Rundung übergehend Nachgotisch. Im Langhaus bemalte Holzfiguren St. Ottilie und St. Sebastian. Gegen 1500. H 1,20 m.“
Das Pfarrhaus, im Jahre 1853 erbaut, liegt in unmittelbarer Nähe der Kirche und ist sehr geräumig. Seitdem die Pfarrstelle nicht mehr besetzt ist, ging das Gebäude in das Eigentum der Gemeinde über und wird für gesellschaftliche Zwecke genutzt, da im Dorf keine Gastwirtschaft mehr besteht.